# ヤキモチストリーム
『ヤキモチストリーム』は、2014年9月26日にまどそふとより発売されたアダルトゲーム。
萌えゲーアワード2014にて金賞・プロモーション賞を受賞した。
それぞれのヒロインのCG枚数は、恋羽が22枚、沙那、睦月、ターニャが21枚。その他が5枚となっている。
2020年にクラウドゲーミングプラットフォーム「OOParts」でも配信された。

## 登場人物

### メイン
霧島 拓海（きりしま たくみ）
本作の主人公。イギリスに留学していたが、妹の沙那が重篤という連絡を受け日本に戻る。重度の鈍感で恋羽が小さい頃遊んでいた「コイ」だということを忘れていた。
霧島 沙那（きりしま さな）
声 - 桃山いおん
ヒロインの一人。拓海の妹で重度のブラコン。拓海のことを「お兄様」と慕い、他の女性を目の敵のように扱う。ヤンデレ気質があり、兄を連れ去ったイギリスをディスる歌を生放送で歌った。
ターニャ・ヘルベリン
声 - 藤咲ウサ
ヒロインの一人。拓海と同じ編入生。拓海のホームステイ先の娘。拓海が日本に帰ってから追いかけるように日本にやってきた。当初はマンションに住む予定がトラブルがあり、霧島家にステイする結果となった。日本語は拓海から教えられたので少しは話せるが、まだ慣れないところもあり難しいを「むつかしい」などと発音する。母国が好き。運動が得意で足の速さを高尾雛に買われて陸上部に誘われるが拓海が居ない、という理由で断っている。
伊吹 恋羽（いぶき こはね）
声 - くすはらゆい
ヒロインの一人。拓海のクラスメイト。過去に拓海や沙那と遊んでいた。そのときのあだ名は「コイ」で拓海からは「小泉」だと思われていた。幼少期、恋羽のことを拓海はずっと男だと勘違いし、恋羽も女の子だとバレると遊んでもらえなくなると思い、引越しをする直前まで隠していた。拓海が始めに恋羽と出会った公園は小さい頃に二人でよく遊んだ公園であり、その時はブランコによく乗って遊んでいた。素直になれない性格でそんな自分を自分で「嫌なヤツ」と評価している。
雪倉 睦月（ゆきくら むつき）
声 - 一色ヒカル
ヒロインの一人。拓海の先輩。絵の才能がとても秀でていて学校の中では有名人。拓海の机にユニオンジャックを描いたり、唐突に後ろから抱きついたりと拓海にとても構う。

### サブキャラクター
高尾 雛（たかお ひな）
声 - 手塚りょうこ
陸上部のエース。ターニャの足の速さを買い、ターニャをなんとかして陸上部に入れようと奮闘する。
浅間 花梨（あさま かりん）
声 - みる
拓海達の担任。体が小さい。天然な所があり、ターニャが学校に編入する時に何かあったのかと心配して街中探し回った。
霧島 しずく（きりしま しずく）
声 - 夏野虹花
拓海、沙那の母親。和菓子屋の店主。おっとりとした性格だが、和菓子制作の手際は早く、料理も上手。
笹山 一馬（ささやま かずま）
声 - 秋本ねりね
拓海のクラスメイトで親友。中性的な顔だが男。料理研究部に所属している。

## スタッフ
- 原画・キャラクターデザイン - Syroh
- SD原画 - ななてる
- シナリオ - 椿また、もじゃすびい
- 音楽 - まつむー
- デザインディレクション - cao.（*PetitBrain）

## 主題歌
オープニングテーマ「ヤキモチ☆ストリーム」
作曲 - まつむー / 編曲 - 斎藤悠弥（Sound Drive） / 歌・作詞 - 大島はるな
挿入歌(ED)「ア・イ・ツにfall in love!!」
作曲/編曲 - 斎藤悠弥（Sound Drive） / 歌・作詞 - 大島はるな

## 関連商品
ヤキモチストリーム オリジナルサウンドトラック
| #         | タイトル                                                   | 作詞      | 作曲                    | 時間 |
| --------- | ---------------------------------------------------------- | --------- | ----------------------- | ---- |
| 1.        | 「ひたむきな笑顔」                                         |           | まつむー                | 1:44 |
| 2.        | 「Bitter Sweet Chocolate」                                 |           | まつむー                | 2:50 |
| 3.        | 「恋色のパレット」                                         |           | まつむー                | 1:54 |
| 4.        | 「子猫のキモチ」                                           |           | まつむー                | 1:51 |
| 5.        | 「トラブルメーカー見参!」                                  |           | まつむー                | 1:34 |
| 6.        | 「晴れやかな陽光」                                         |           | まつむー                | 2:04 |
| 7.        | 「元気なお昼休み」                                         |           | まつむー                | 1:51 |
| 8.        | 「いまから本領発揮!」                                      |           | まつむー                | 1:48 |
| 9.        | 「瞳に映る星空」                                           |           | まつむー                | 1:41 |
| 10.       | 「やるきでなーい」                                         |           | まつむー                | 1:47 |
| 11.       | 「きりしまのおもてなし」                                   |           | まつむー                | 1:49 |
| 12.       | 「夢に見た時間」                                           |           | まつむー                | 1:49 |
| 13.       | 「あなたを想って」                                         |           | まつむー                | 1:49 |
| 14.       | 「心を重ねて」                                             |           | まつむー                | 1:55 |
| 15.       | 「ひとりぼっち」                                           |           | まつむー                | 1:57 |
| 16.       | 「海の日、水着日和!」                                      |           | まつむー                | 2:02 |
| 17.       | 「鍔迫り合い」                                             |           | まつむー                | 1:47 |
| 18.       | 「名推理!?」                                               |           | まつむー                | 1:57 |
| 19.       | 「答えを探して」                                           |           | まつむー                | 1:43 |
| 20.       | 「Run Away!」                                              |           | まつむー                | 1:36 |
| 21.       | 「どうしてこうなった!」                                    |           | まつむー                | 1:43 |
| 22.       | 「不安の足音」                                             |           | まつむー                | 1:33 |
| 23.       | 「決意を胸に」                                             |           | まつむー                | 1:54 |
| 24.       | 「ヤキモチ☆ストリーム -Short Ver.-」                       |           | まつむー                | 1:31 |
| 25.       | 「ア・イ・ツにfall in love!! -Short Ver.-」                |           | 斎藤悠弥（Sound Drive） | 1:32 |
| 26.       | 「ヤキモチ☆ストリーム -Short Ver.- (instrumental)」        |           | まつむー                | 1:32 |
| 27.       | 「ア・イ・ツにfall in love!! -Short Ver.- (instrumental)」 |           | 斎藤悠弥（Sound Drive） | 1:33 |
| 合計時間: | 合計時間:                                                  | 合計時間: | 48:46                   |      |
GWAVE 2014 2nd Favorite
「ヤキモチ☆ストリーム」が収録。（特典イラスト：Syroh）